# Prorifera sagittifera
Prorifera sagittifera is een rechtvleugelig insect uit de familie Morabidae. De wetenschappelijke naam van deze soort is voor het eerst geldig gepubliceerd in 1952 door Rehn.